# Adda
Az Adda (latinul: Addua, lombardul: Ada) 313 km hosszú folyó Olaszország északi részén, Lombardia régióban. A Pó bal oldali mellékfolyója. 124 km-en hajózható.
A wormsi nyereg déli oldalán, a Rati-Alpok kis tavaiból ered, az Ortler-csúcstól nyugatra, 2237 m tengerszint feletti magasságban. Forrásai Bormiónál (Worms) 1221 m tengerszint feletti magasságban egyesülnek. Innen délnyugat felé folyik Tiranónak, 12 km-en 754 m eséssel, majd nyugatnak fordulva a termékeny Valtellina völgyben érinti Sondriót. Ezután átfolyik a Comói-tavon, a Lago di Leccón, a Lago di Garlatén és a Lago di Olginatén, végül a lombardiai síkságon. Cremona felett a Póba ömlik.
Mellékfolyója többek között a Poschiavino (jobb oldali, Tirano alatt).